# Лом (інструмент)

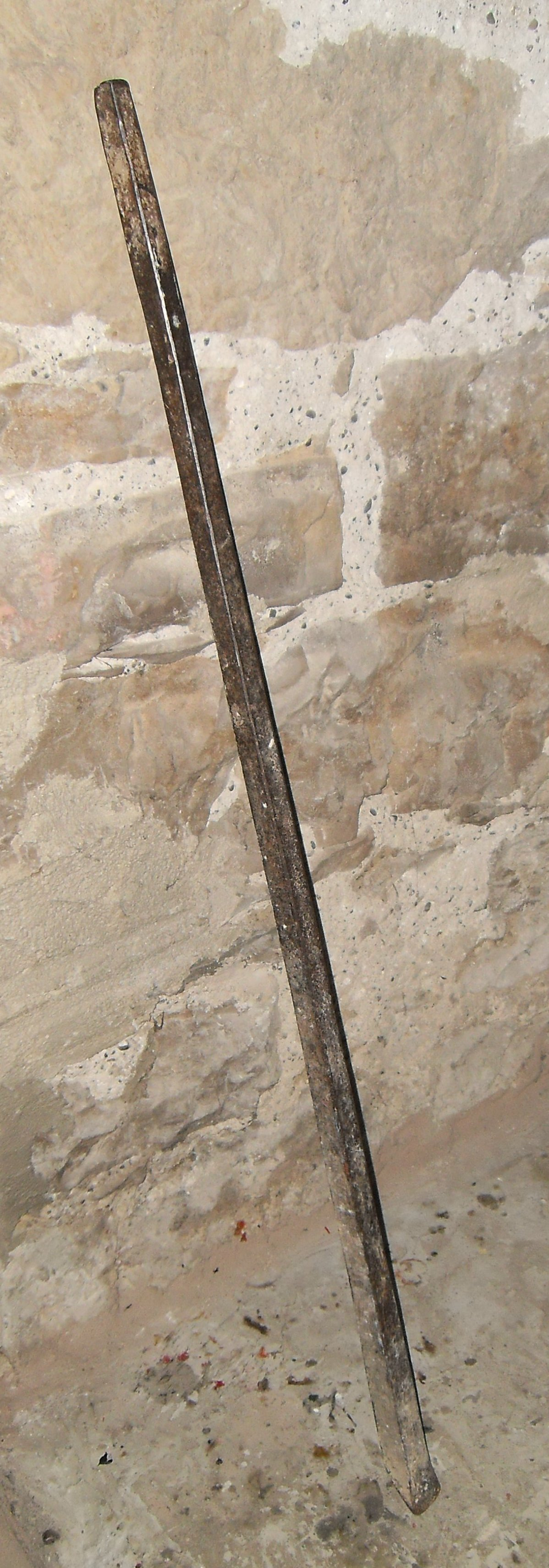
Звичайний лом

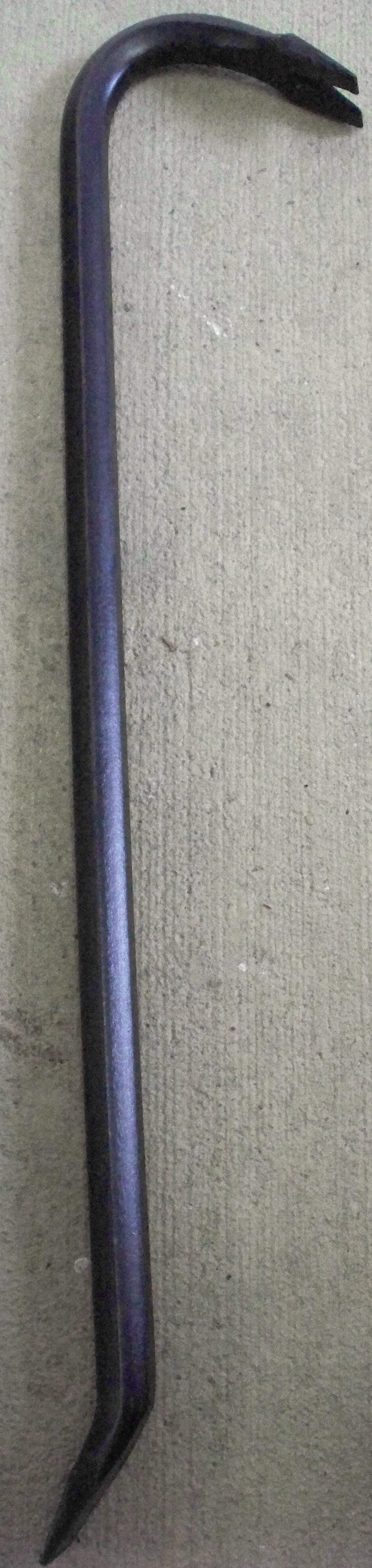
Лом цвяходер

Лом — товстий металевий стрижень, ручний інструмент, який слугує як для розбивання твердих матеріалів, пересування важких предметів тощо.

## Історія
Лом — один з найдавніших інструментів, уживаних людиною, поряд з молотком, зубилом. Предком лома була, ймовірно, важка палиця-ломака.

## Лом в ужитку
Ломи роблять зі середньовуглецевої сталі, останнім часом також із титану. Деякі ломи (плішні) роблять з дерева, але мають металевий наконечник. Загострення кінців лома може бути як чотиригранним, так і у вигляді лопаточки.

## Різновиди ломів

### Монтувальний (монтажний) лом
Інші назви: «монтувалка», «монтировка», «фомка». Існують кілька видів монтувальних ломів: Г-подібні, S-подібні, прямі. Всі мають вигляд стрижня 50 — 75 см завдовжки зі злегка відогнутим розплющеним кінцем. Другий кінець має Г-потібну або S-подібну форму з також розплющеним кінцем, часто з вирізом, що уможливлює його використовування як цвяходера. Бувають монтувальні ломи з одним робочим кінцем. Монтувальні ломи для електротехнічних робіт роблять з ізолювальними ручками.
Аналогічний пожежний лом має назву «універсального» (ЛПУ).
Монтувальний лом, уживаний злодіями-зломниками, зазвичай зоветься «фомкою».

### Будівельний лом

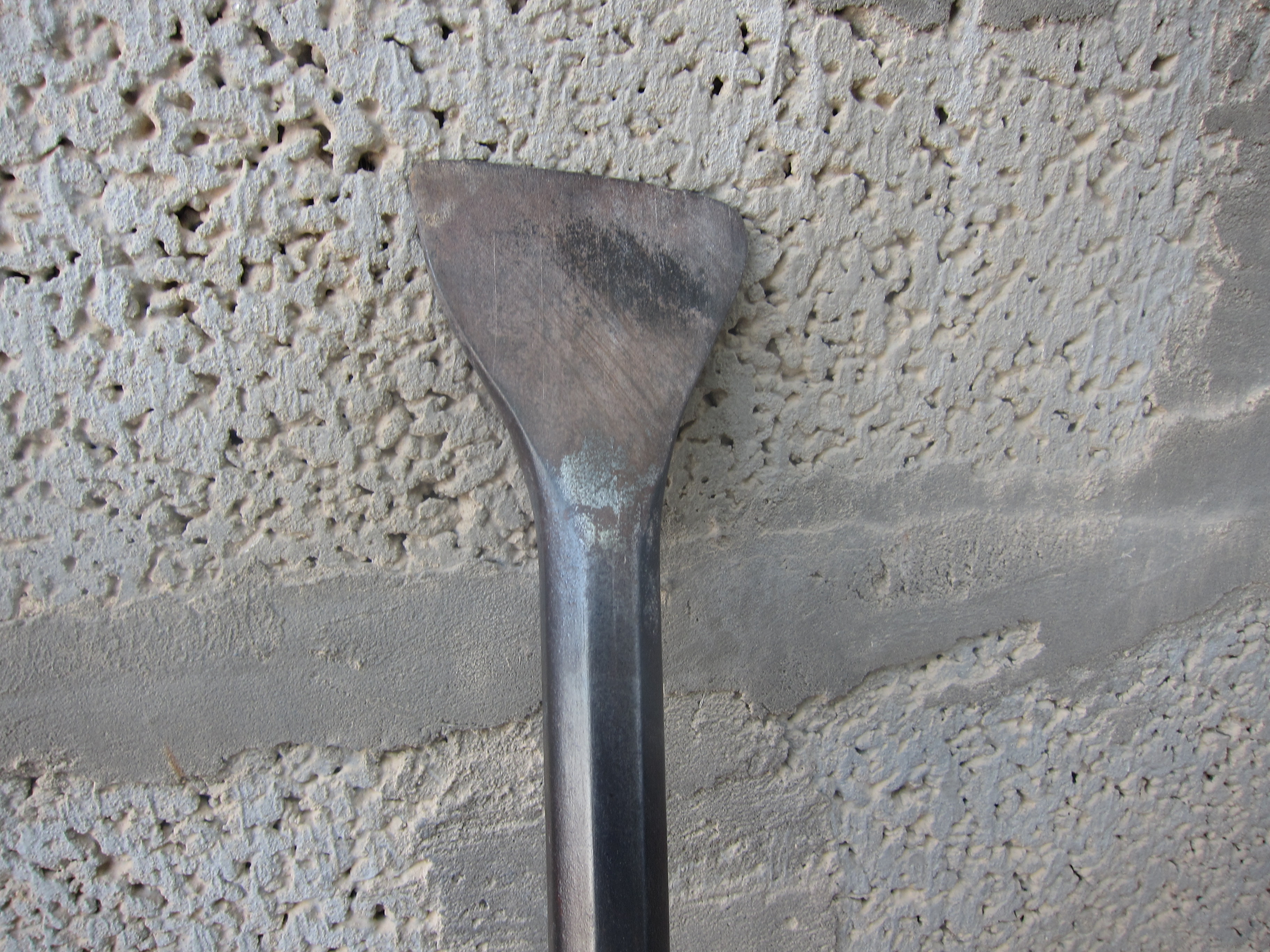
Кінець-лопаточка будівельного лома

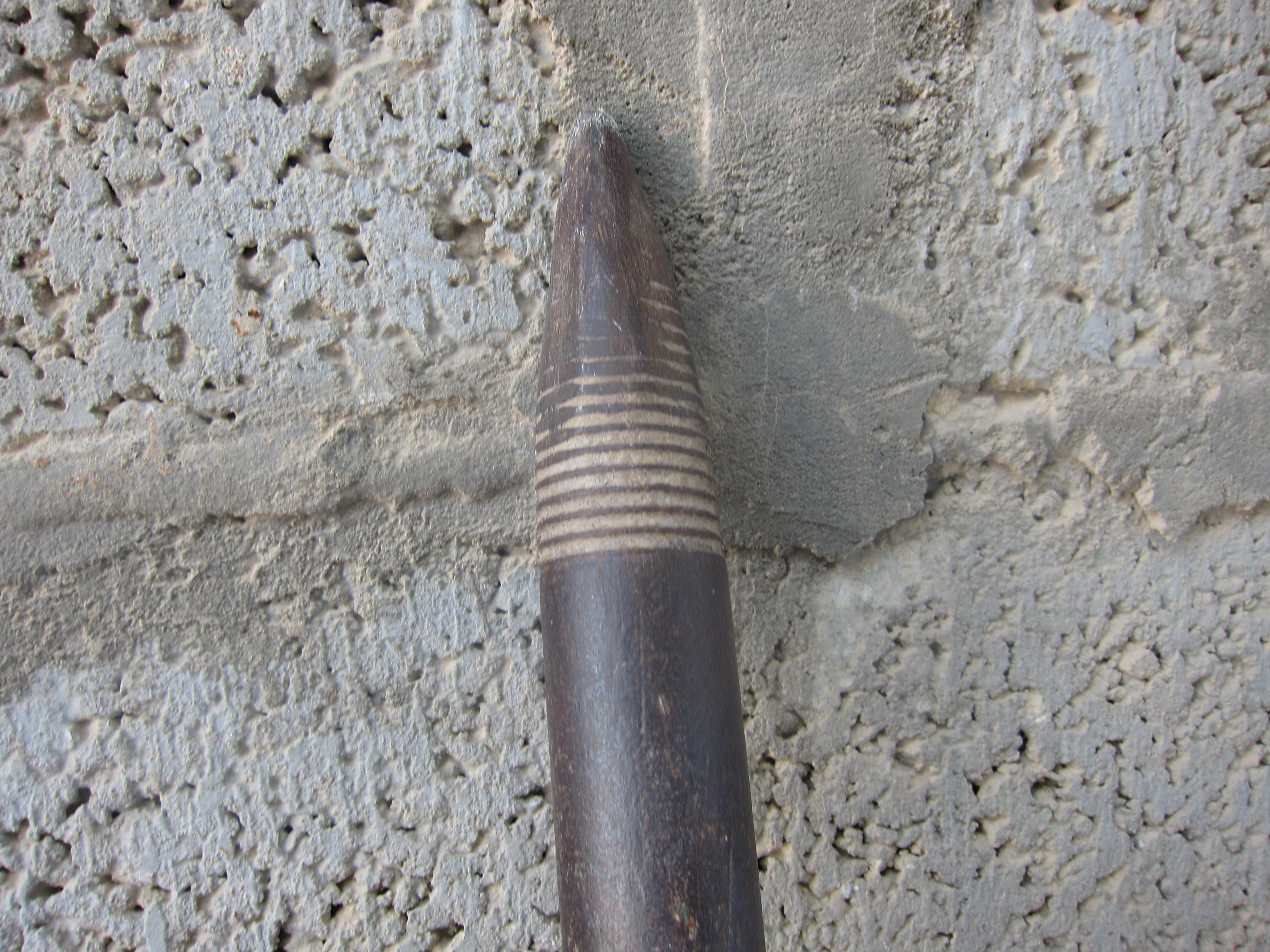
Чотиригранний кінець будівельного лома

Будівельний лом являє собою важкий сталевий стрижень вагою до 5 кг, довжиною від 1 до 1,6 м. Один його кінець зазвичай загострюється на чотири грані, другий — у формі лопаточки. Уживається переважно для розколювання твердих матеріалів (як-от: каменю, бетону, асфальту, цегляного муру, льоду), а токож замість важеля для пересування вантажів. Будівельний лом — це не просто залізна палиця. Для зручної роботи будівельним ломом (особливо під час довбання) необхідно, щоб його масив було відпущено, а робочі кінці загартовано. Тільки у такому разі лом не буде «відсушувати» руки при ударах, вібрувати й у той же час не тупитись надто швидко.
Будівельний лом 110—135 см завдовжки застосовується в армії як шанцевий інструмент інженерними і артилерійськими підрозділами.

### Пожежний лом
Пожежні ломи уживаються під час гасіння пожеж. Бувають таких видів:
- Лом пожежний важкий важить 5 — 7 кг, має довжину 1,1 м. Один кінець загострено на дві грані, другий має форму гака. Уживається для розбирання масивних конструкцій.
- Лом з кульовою голівкою важить 5 кг, має довжину 1 м, діаметр 50 мм. Призначений для збиття тиньку, сколювання льоду з кришок колодязів та гідрантів.
- Лом пожежний легкий важить 2,5 — 3 кг, має довжину 1,1 м, діаметр 25 мм. Один кінець зігнутий під кутом 90° (у формі літери «Г»). На цьому кінці може бути кільце для підвішування на карабіні. Цей лом призначається для відкриття дверей та вікон, розбирання конструкцій.
- Лом пожежний універсальний — пожежний монтувальний лом. Має форму стрижня з вигнутими кінцями. Вага близько 3 кг, довжина — 60 см. Призначається для відкриття вікон та дверей.
- Лом Геллігана — лом з гаком-дзьобом і теслоподібним лезом на одному кінці, встановленими під прямим кутом одне до одного.

### Сталеварський лом
Уживається в сталеплавильній та сталеливарній промисловості для відкривання отворів мартенівських печей.

### Шуровий лом
Шурови́й лом («шурівка») — аналог хатньої кочерги. Уживається для перегортання твердого палива у топках котлів.

### Льодовий лом (плішня)
Плішня́ — лом, спеціально призначений для розбивання льоду. Зазвичай використовується для пробиття ополонок.

### Лом-льодоруб
Лом-льодоруб призначений для колоття льоду на дорогах, тротуарах тощо. Схожий зі звичайним будівельним ломом, але має наконечник у вигляді сокирного леза. Аналогічно використовується лом-скребачка — лом з прямокутною скребачкою на кінці.

### Ломик-калібр
Ломик-калібр — залізничний інструмент, призначений для перевіряння зносу елементів контуру зачеплення зчеплених автозчепів при розтягнутих вагонах.

### Ломик-лапа
Ломик-лапа — залізничний інструмент, призначений для виймання чек гальмових колодок.

### Іскробезпечний лом
Іскробезпечні ломи уживають там, де є небезпека вибуху від іскор, що виникають при роботі ломом (об'єкти зі скупченням газів, запорошеним повітрям). Щоб уникнути утворення іскор, ломи або роблять з металу, що не іскрить при ударі (мідь, бронза), або покривають залізні ломи шаром такого металу. Іскробезпечними бувають як монтувальні, так і будівельні ломи.